# Joona Laukka
Joona Laukka (Helsinki, 30 juni 1972) is een voormalig Fins wielrenner.

## Belangrijkste overwinningen
1994
- 8e etappe Ronde van het Waalse Gewest
- Eindklassement Ronde van het Waalse Gewest

1996
- Fins kampioen op de weg, Elite

## Resultaten in voornaamste wedstrijden
| Jaar | Ronde van Italië | Ronde van Frankrijk | Ronde van Spanje |
| ---- | ---------------- | ------------------- | ---------------- |
| 1995 |                  |                     | opgave           |
| 1996 | 14e              |                     |                  |
| 1997 |                  | 35e                 |                  |
| 1998 |                  | opgave              | 85e              |
| 1999 |                  |                     | 42e              |
| 2002 |                  |                     |                  |

| Jaar | Milaan-San Remo | Gent-Wevelgem | Ronde van Vlaanderen | Parijs-Roubaix | Luik-Bast.‑Luik |
| ---- | --------------- | ------------- | -------------------- | -------------- | --------------- |
| 1995 |                 | 42e           | 60e                  | 68e            |                 |
| 1996 |                 |               |                      |                | 27e             |
| 1997 |                 |               |                      |                | 62e             |
| 1998 | 137e            |               |                      |                | 88e             |
| 1999 |                 |               |                      |                |                 |
| 2002 |                 |               |                      |                | 123e            |

## Trivia
- Laukka was de eerste Fin ooit die startte in de Ronde van Frankrijk.

Wielerploegen van Joona Laukka
Bagot ·
Cepele ·
Finco ·
Goubert ·
Henry ·
Hervé ·
Hodge ·
Koerts ·
Leblanc  ·
Lezaun ·
Lino ·
Maier (tot 30/06) ·
Pérez ·
Piñero ·
Plaza ·
van Poppel ·
Teyssier · 
Torres · 
Vermote ·
Virenque ·
Laukka (stagiair) ·

Mancebo (stagiair) ·
Martin (stagiair) 
Arenas ·
Boscardin ·
Brochard ·
Chiotti ·
Dufaux ·
Goubert ·
Halgand ·
Henry ·
Hervé ·
Hodge ·
Jeker ·
Laukka ·
Martin ·
Michaelsen ·
Moreau ·
Plaza ·
Robin ·
Tebaldi ·
Teyssier · 
Torres · 
Virenque ·
Gougot (stagiair) ·
Vifian (stagiair) 
Arenas ·
Bassons ·
Boscardin ·
Brochard ·
Chiotti ·
Dufaux ·
García ·
Goubert ·
Halgand ·
Hernández ·
Hervé ·
Hodge ·
Jeker ·
Laukka ·
Lebreton ·
Magnien ·
Martin ·
Michaelsen ·
Moreau ·
Plaza ·
Robin ·
Tebaldi ·
Virenque ·
Barbier (stagiair) ·
Vifian (stagiair) 
Bassons ·
Bortolami ·
Boscardin ·
Bouvard ·
Brochard  ·
Chiotti ·
Dufaux ·
García ·
Halgand ·
Hernández ·
Hervé ·
Jeker ·
Laukka ·
Laurent ·
Lebreton ·
Lefèvre ·
Magnien ·
Medan ·
Moreau ·
Rous ·
Stephens ·
Tebaldi ·
Virenque ·
Wüst ·
Bernard (stagiair) ·
Bodrogi (stagiair) ·
Korff (stagiair) 
Aerts · De Waele · De Wolf · Detilloux · Dierckxsens · Eeckhout · Farazijn · Feys · Laukka · Madouas · Marichal · Peers · Planckaert · Tchmil · Teterioek · Van de Wouwer · Van Hyfte · Vandenbroucke · Verbrugghe · Verheyen · Willems
Augé (tot 31/10) ·
Bernard ·
Bouvard ·
Brochard ·
Dessel ·
Dumoulin ·
Edaleine ·
Finot ·
Gabrovski ·
Goubert ·
Halgand ·
Krivtsov ·
Laukka ·
Laurent ·
Lefèvre ·
Olivier ·
Roux ·
Seigneur ·
Thibout ·
Boissy (stagiair) ·
Canet (stagiair) ·
D'Ollivier (stagiair) 